# Маргарита Лилова
Маргарита Лилова e българска и австрийска оперна певица и вокален педагог, мецосопран. В продължение на 30 години е камерзенгерин на сцената на Виенската държавна опера повече и се е въплътила в 46 различни роли в общо 1135 представления. Води майсторски класове по оперно пеене като професор във Висшето училище за музика и сценични изкуства във Виена.

## Биография
Маргарита Лилова е родена на 26 юли 1935 година е в Червен бряг. Израства в София, където участва в детския хор на Софийската опера. Завършва Музикалното училище, а през 1958 година – Консерваторията в София, където нейните преподаватели са Мара Маринова-Цибулка по оперно пеене и доц. Михаил Янков по актьорско майсторство.
През 1959 година прави сценичния си дебют във Варненската опера като Мадалена от „Риголето“ на Джузепе Верди. До 1961 година подготвя няколко големи роли, сред които Амнерис в „Аида“, Полина и Графинята в „Дама Пика“ на Чайковски, Азучена в „Трубадур“. През същата година участва на първото издание на Международния конкурс за млади оперни певци в София, на който получава четвърта награда при сериозна конкуренция от оперни певци от България и Европа. Назначена е за солистка на Софийската опера, където дублира титулярката Надя Афеян. На сцената на Софийската опера е чута от представител на Виенската държавна опера, който кани Лилова в Австрия.
Дебюта си във Виена тя прави през 1963 година в ролята на Амнерис в „Аида“. Талантът ѝ е оценен от диригенти като Йозеф Крипс и Херберт фон Караян, с които тя работи в продължение на години. В най-силните си години (1960-те и 1970-те) Лилова пее в Ковънт Гардън, Ла Скала, Метрополитън, на сцените на Берлин, Буенос Айрес, Лисео, Барселона, Будапеща, Прага, Москва, Мюнхен. На сцена е заедно със световноизвестни оперни певци като Джузепе ди Стефано, Пласидо Доминго, Карло Бергонци, Биргит Нилсен, Рената Тебалди, Леони Ризанек.
След като приключва с активната си певческа кариера, Лилова работи като вокален педагог във Виенския университет за музика и театрално изкуство.
Дъщеря ѝ, сопраното Весела Златева, е сред водещите солисти на операта в Карлсруе.
Почива на 13 април 2012 година във Виена след тежко боледуване. На дома ѝ в центъра на София е поставена паметна плоча.